# Akumulacyjne formy rzeźby lessowej
Osady lessowe występują w formie różnej wielkości płatów zazwyczaj wyraźnie wyróżniających się w ukształtowaniu terenu. Bardzo często ich granice są ostre, przez co pokrywy złożone z typowych pyłów lessowych jednoznacznie odcinają się od sąsiadujących odmiennych genetycznie osadów. Granice płatów mogą też mieć także charakter dyfuzyjny, wówczas pokrywy lessowe przechodzą w osady lessopodobne.
Płaty lessowe zajmują zróżnicowane wielkościowo powierzchnie. Zwarte (ciągłe) pokrywy lessowe mają często powierzchnię dziesiątek, a nawet setek kilometrów kwadratowych (Wyżyna Lessowa w Chinach). W obrazie zgeneralizowanym płaty lessowe tworzą pasy o zasięgu ponadregionalnym, transkontynentalnym - np. europejski płat lessowy, ciągnący się od południowej Anglii i północnej Francji poprzez kraje Europy Środkowej aż po wschodnia część kontynentu (Ukraina, Rosja).
Szczegółowe kartowanie geologiczne wykazuje, że bardzo często pozornie ciągłe pokrywy lessowe są złożone z szeregu drobnych płatów rozdzielonych osadami o odmiennej litologii i wieku. Dodatkowo to rozdrobnienie ich zwartości wzmacnia także występowanie szeregu form deflacyjnych i erozyjno-denudacyjnych w obrębie cienkich pokryw lessowych. Przykładem takiego właśnie obszaru lessowego jest Płaskowyż Nałęczowski powszechnie uznawany za typowo lessowy mezoregion – unikatowy w skali całej Polski. Jednak, jak wykazało kartowanie osadów powierzchniowych tzw. "nałęczowski płat nałęczowski" składa się szeregu oddzielnych pokryw lessowych. Zwarte i o znacznej miąższości (>25 m) pokrywy zachodniej części płaskowyżu (strefa przykrawędziowa doliny Wisły w rejonie Bochotnica-Parchatka) ku wschodowi przechodzą we względnie cienkie pokrywy (<5 m w rejonie Nałęczowa), a nawet całkowicie wyklinowują się odsłaniając starsze skały plejstoceńskie (gliny lodowcowe ze zlodowacenia Odry), a nawet podczwartorzędowe – kredowe (opoki). W miejscach takich, wklęsłe formy terenu z wychodniami skał starszych mają charakter typowych niecek deflacyjnych powstałych wskutek wywiewania materiału klastycznego. Dalej ku wschodowi, ku dolinie Bystrzycy (subpołudnikowa oś miasta Lublin) miąższość lessów znacznie wzrasta i w strefie przydolinnej osiąga nawet 15 metrów. Duże miąższości lessów w strefach marginalnych poszczególnych płatów potwierdzają związki genetyczne lessów z osadami den dolin rzecznych (aluwiami).
Pokrywy lessowe formują także pojedyncze izolowane płaty określane mianem „wysp”, a nawet „czapek”. Lokalizacja tego typu pagórków lessowych jest często powiązana ze specyficznym  ukształtowaniem starszego podłoża. Izolowane wyspy spotkać można w strefach przykrawędziowych dolin rzecznych, gdzie pyły lessowe formują niewielkie płaty o lokalizacji wymuszonej morfologią (wielkością, orientacją) barier orograficznych. Przykładami takich wysp są płaty lessowe budujące prawobrzeżne zbocza szeregu dolin rzecznych: Bystrej - w okolicy Celejowa, Sanu - wyspa lessowa Krzeszowa i Wieprza - zasadnicza część miasta Łęczna.